# Marcello Bacciarelli
Marcello Filippo Antonio Pietro Francesco Bacciarelli herbu własnego (ur. 16 lutego 1731 w Rzymie, zm. 5 stycznia 1818 w Warszawie) – włoski malarz, przedstawiciel baroku i klasycyzmu, od 1756 czynny w Polsce, od 1766 nadworny malarz króla Stanisława Augusta, profesor Królewskiego Uniwersytetu Warszawskiego, wolnomularz. Wraz z Janem Piotrem Norblinem uznawany jest przez historię sztuki za prekursora narodowej szkoły malarstwa polskiego .

## Rodzina

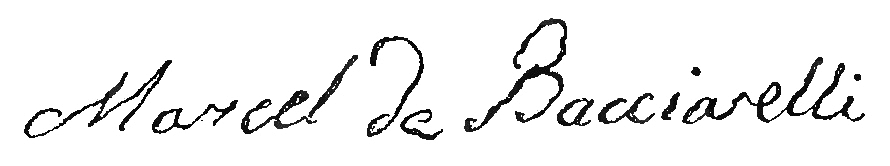
Marcel de Bacciarelli – autograf artysty.

Marcello Bacciarelli pochodził z umbryjskiej szlachty osiadłej w Rzymie. Jego ojciec był z zawodu kucharzem. W Dreźnie Bacciarelli ożenił się z miniaturzystką Joanną Julianną Fryderyką z domu Rychter. Para miała dwóch synów oraz trzy córki. Najstarszy syn Fryderyk (1756–1829), był sekretarzem króla Stanisława Augusta i odegrał polityczną rolę w okresie prac Sejmu Czteroletniego, w 1794 był członkiem rządu insurekcji kościuszkowskiej Rady Najwyższej Narodowej. Młodszy syn Franciszek (1764–1842) ukończył Szkołę Rycerską w Warszawie, pełnił służbę wojskową w Kamieńcu Podolskim oraz walczył w randze kapitana w czasie insurekcji kościuszkowskiej, a po jej upadku administrował dobrami Baciarellich w podłowickim Osieku, był także oficerem w powstaniu listopadowym w 1831 . Córka Anna (1770 lub 1771–1818) została malarką i śpiewaczką występującą na dworze króla Stanisława Augusta.
Praprawnukiem Marcello Bacciarellego był polski aktor teatralny, filmowy i telewizyjny Ryszard Bacciarelli.

## Życiorys
Marcello Bacciarelli urodził się w 1731 w Rzymie. Jego ojciec był kucharzem. Terminował u malarza Marco Benefiala (1684–1764) .
W roku 1750 w wieku 19 lat został powołany na dwór drezdeński elektora saskiego i króla polskiego Augusta III. Następnie, razem z dworem saskim w okresie wojny z Prusami przeniósł się do Warszawy. Tam nawiązał kontakty z Izabelą Lubomirską, rodziną Rzewuskich (m.in. Janem) i klanem Poniatowskich (m.in. Kazimierzem i Stanisławem). W 1764 roku udał się do Wiednia, gdzie dla Marii Teresy wykonał portret grupowy jej córek i portret księżniczki Marii Krystyny. Po śmierci Augusta III odnowił kontakt ze Stanisławem Poniatowskim obranym już jako król i przyjął propozycję zostania jego pierwszym malarzem. Ze względu na wcześniejsze zobowiązania otrzymane w Wiedniu, do Warszawy przeniósł się dopiero w 1766. Osiadł w Polsce na stałe  .

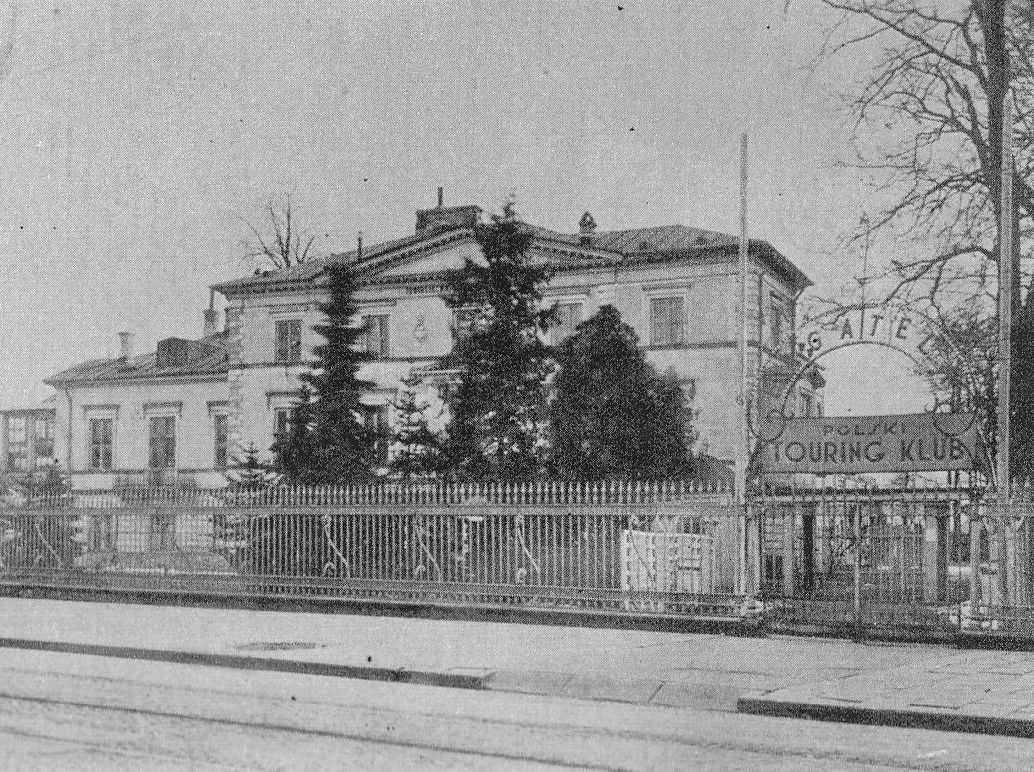
Nieistniejący Pałacyk Bacciarellego przy ul. Bagatela w Warszawie, w którym artysta mieszkał w latach 1780–1818 wraz z rodziną

Mieszkał początkowo w przydzielonym mu przez króla służbowym mieszkaniu obok pracowni na Zamku Królewskim w Warszawie. W 1772 z nadania króla otrzymał grunt nr. 1761 przy ulicy Okopowej (nie związanej z dzisiejszą Okopową), gdzie wybudował własnym nakładem pawilon oraz założył ogród owocowy wraz z małym parkiem. Pawilon ogrodowy został w latach 1789–1793 przebudowany na willę według projektu Jana Chrystiana Kamsetzera, a w 1843 na rezydencję – tzw. pałacyk Bacciarellego. Posiadłość tę sprzedali spadkobiercy malarza po jego śmierci. Fragment ulicy Okopowej, przy której stał pałacyk nazwany został później ulicą Bagatela. Obiekt został zniszczony w czasie II wojny światowej i rozebrany w 1950  .
W 1768 Bacciarelli otrzymał od króla łowicką wieś Osiek, którą Stanisław August wyłączył z domeny arcybiskupiej i nadał ją malarzowi na prawach dzierżawy emfiteutycznej (na 50 lat z prawem dziedziczenia i przedłużania). Stała się ona później siedzibą Bacciarellich administrowaną początkowo przez rządcę, a później przez synów malarza. W miejscowości zachował się zabytkowy zespół dworski z XVIII wieku należący do Bacciarellich .

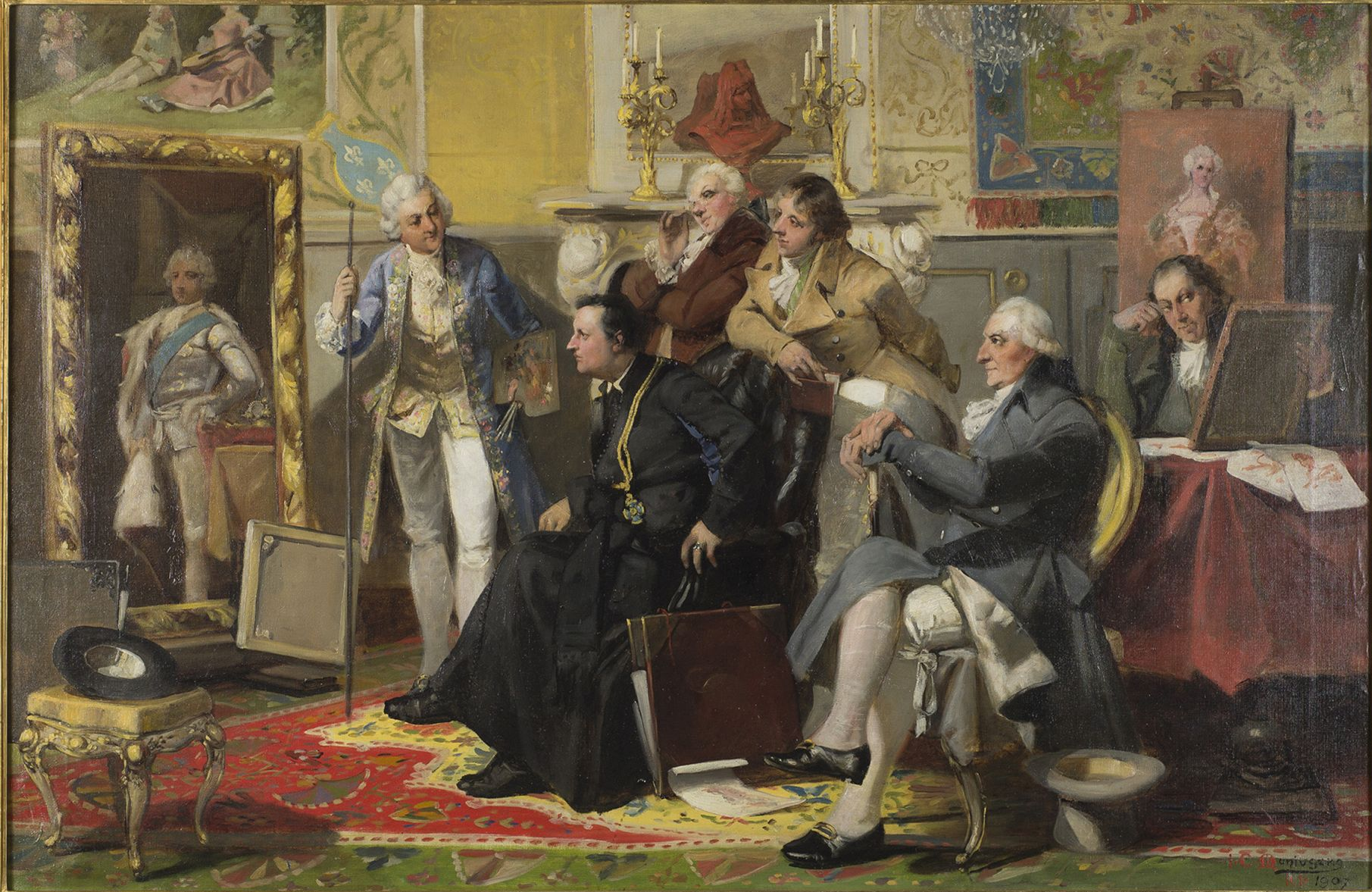
W pracowni Bacciarellego, Jan Czesław Moniuszko (1907).

Na polecenie króla Bacciarelli założył w 1766 na Zamku Królewskim w Warszawie Malarnię Królewską. Przez długi czas malarz prowadził ją przy swojej pracowni jako własną, autorską szkołę malarską. Pełnił w niej funkcje dyrektora, a nauczycielami byli Jan Piotr Norblin, Ludwik Marteau, Antoni Albertrandi, Jan Bogumił Plersch, a także Jean Pillement z Francji i Per Krafft ze Szwecji. Szkoła miała według zamiarów króla Stanisława Augusta zrekompensować brak artystycznej akademii w kraju, a później zapoczątkować jej powołanie w Warszawie co częściowo udało się osiągnąć w 1816 w kształcie Oddziału Nauk i Sztuk Pięknych przy Królewskim Uniwersytecie Warszawskim. Bacciarelli wykształcił w Malarni Królewskiej wielu znanych później artystów. Do jego uczniów należeli, m.in. Kazimierz Wojniakowski, Anna Rajecka, Wincenty Lesseur-Lesserowicz, J. Kosiński, J. Wall, Stanisław Marszałkiewicz, Zygmunt Vogel .

Herb Bacciarelli jaki artyście przyznał wraz z polskim indygenatem polski sejm w 1768 roku (po ubogaceniu w 1771)

W 1768 został uznany przez polski Sejm za krajowca, otrzymał polski indygenat oraz polski herb. Było to oficjalne uznanie w Rzeczypospolitej włoskiego szlachectwa oraz przyznanie polskiego z nobilitacji, czyli za zasługi dla kraju. Od tego momentu Bacciarelli stał się naturalizowanym polskim szlachcicem. W 1771 kolejną uchwałą sejmową herb oficjalnie wzbogacono dodając do włoskiego herbu Bacciarellich połowę polskiego godła – białego orła  .
Bacciarelli pełnił funkcję nadwornego malarza króla Stanisława Augusta. W niedługim czasie został również mianowany przez niego generalnym dyrektorem pałaców i królewskich zbiorów sztuki. W imieniu monarchy prowadził korespondencję z zagranicznymi artystami. Król powierzył mu również nadzór nad ogrodami królewskimi oraz nad ekonomią kozienicką. Bacciarelli zyskał duży wpływ na królewskie kolekcje, zajmował się m.in. sprowadzaniem z zagranicy dzieł sztuki, luksusowych mebli i wyposażenia, a nawet sprawował dozór nad przygotowaniem surowca z małopolskich kopalni kamieni ozdobnych i marmurów. W tym celu z polecenia króla wyjeżdżał do Krakowa oraz do Włoch skąd sprowadził rzemieślników oraz kamieniarzy pracujących później przy zleceniach zdobniczych i architektonicznych. Stanisław August  powierzał dodatkowo Bacciarellemu organizację publicznych uroczystości, zabaw, festynów, iluminacji, a nawet pokazów sztucznych ogni . Od 1783 Bacciarelli był członkiem polskiej loży masońskiej Bouclier du Nord .
W 1787 z polecenia króla odbył dłuższą podróż po Włoszech, skąd przywiózł zakupione cenne dzieła sztuki, tworzące wraz z całym szeregiem innych sławną galerię Stanisława Augusta. Kolekcja sztuki starożytnej; antycznej Grecji oraz starożytnego Rzymu, miała według planów króla posłużyć jako wzorce dla uczniów do planowanej Akademii Sztuk Pięknych w Warszawie. W tym celu artysta zakupił również kolekcję gipsów, czyli rzeźb wykonanych jako modele dla malarzy, na podstawie których rysowali później studia ruchu oraz akty . W czasie tej podróży malarz odwiedził też m.in. Wiedeń, Drezno, Berlin, Bolonię oraz Rzym, których akademie sztuk pięknych umieściły go w gronie swych członków, a od papieża Piusa VI otrzymał Order Złotej Ostrogi .
Bacciarelli pozostał w Polsce również po abdykacji króla (1795). W 1812 przystąpił do Konfederacji Generalnej Królestwa Polskiego. Angażował się w działalność publiczną i społeczną. W latach 1807–1818 był członkiem rzeczywistym Towarzystwa Warszawskiego Przyjaciół Nauk. W latach 1816–1818 był profesorem malarstwa oraz pierwszym dziekanem Oddziału Nauk i Sztuk Pięknych przy Królewskim Uniwersytecie Warszawskim. Bacciarelli pełnił funkcję dziekana honorowego wydziału i jego zadaniem był jedynie merytoryczny nadzór nad jego organizacją oraz ogólnym kształtem. Wraz ze Stanisławem Staszicem, Janem Wincentym Bandtkie, Wojciechem Szweykowskim oraz innymi zasiadał także w Radzie ogólnej tego Uniwersytetu  . Uznawany jest za prekursora i współtwórcę narodowej szkoły malarstwa polskiego razem z Janem Piotrem Norblinem. Jego pedagogiczna działalność przyczyniła się w istotny sposób do popularyzacji oraz rozwoju polskiego malarstwa w Rzeczypospolitej końca XVIII i początku XIX wieku .
Zmarł w Warszawie w 1818. W Polsce przebywał w sumie 52 lata, a zatem przez większość swojego życia. W Warszawie mieszkał w latach 1766–1818 i tutaj pozostawił prawie całą swą twórczość. Tak jak jego żona Fryderyka, został pochowany na cmentarzu ujazdowskim przy kościele parafialnym św. Anny i św. Małgorzaty. Po rozebraniu świątyni i zamknięciu cmentarza w 1822, ich szczątki zostały przeniesione do podziemi katedry św. Jana.

## Twórczość

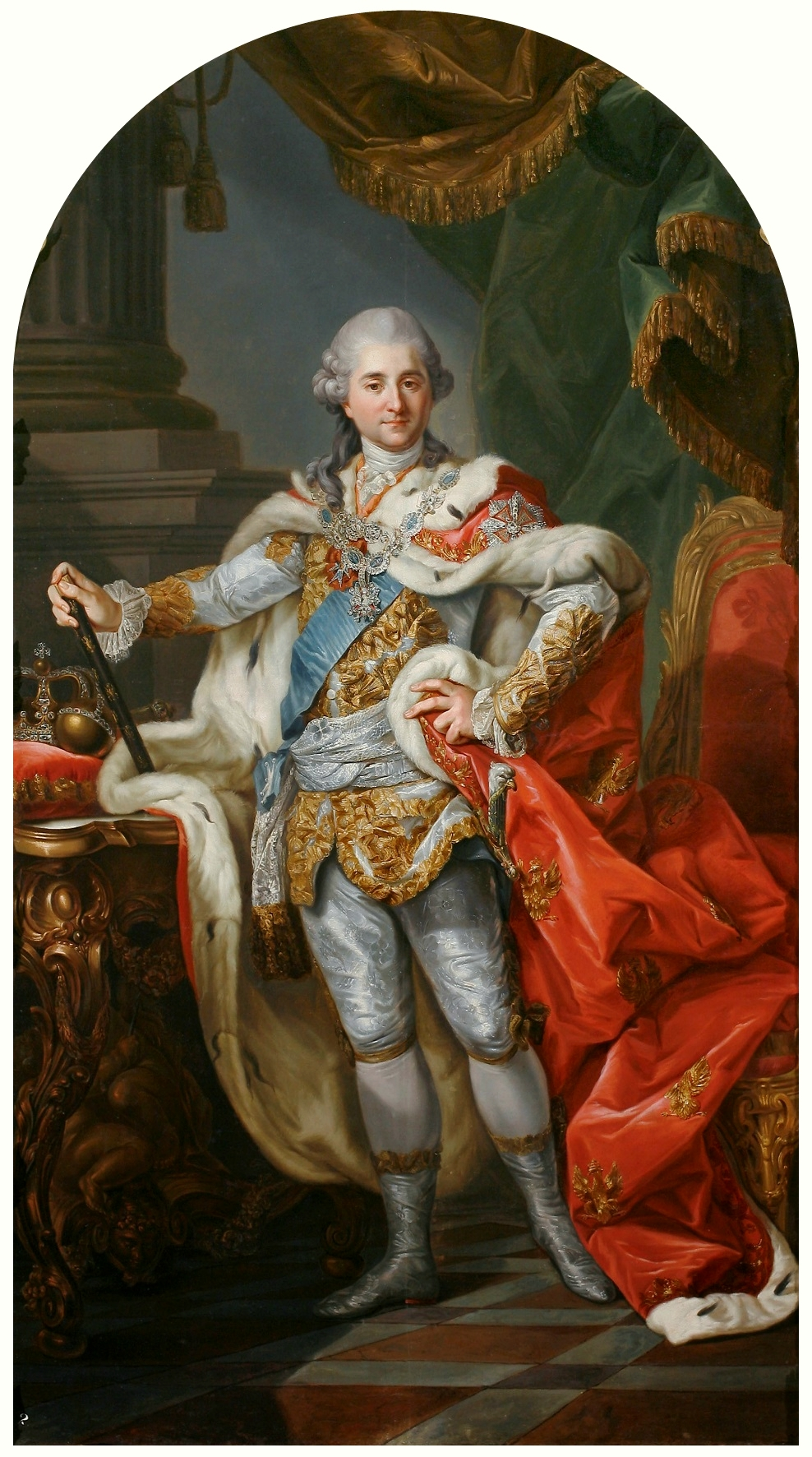
Portret Stanisława Augusta Poniatowskiego w stroju koronacyjnym, (1764) Zamek Królewski w Warszawie

Początkowo Marcello Bacciarelli wykonywał głównie malarstwo portretowe oraz inspirowane klasyką obrazy o tematyce alegorycznej. W jego twórczości dominował portret. Samych tylko portretów króla Stanisława Augusta malarz pozostawił ponad 30. Sportretował także członków jego najbliższej rodziny oraz wykonał liczne studia portretowe polskiej arystokracji. Na zlecenie króla rozpoczął również tematykę historyczną. Wykonał szereg scen z historii Polski oraz portrety postaci historycznych: w tym m.in. złożony z 23 obrazów poczet królów polskich do Pokoju Marmurowego na Zamku Królewskim w Warszawie, a także portrety ważnych dla historii Polski postaci historycznych: Jana Karola Chodkiewicza, Mikołaja Kopernika, Marcina Kątskiego, Stanisława Hozjusza, Marcina Kromera i innych .

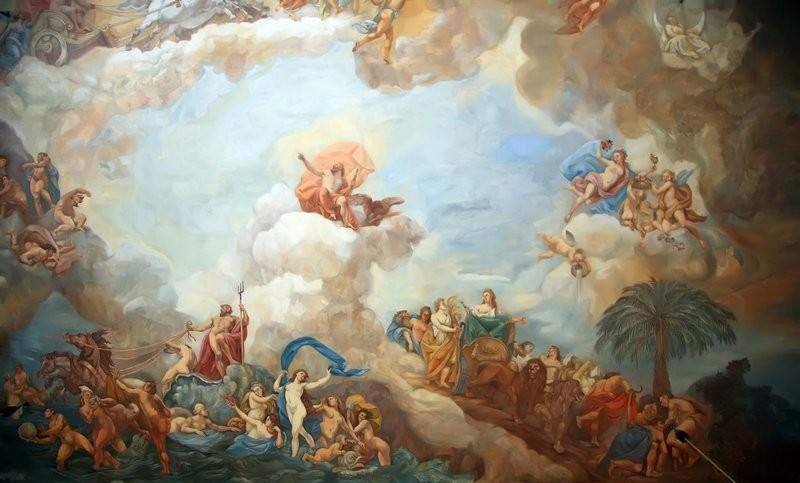
Jeden z plafonów na Zamku Królewskim w Warszawie: Jowisz wyprowadzający świat z zamętu

Jego dziełem były plafony w Zamku Królewskim w Warszawie w salach: Wielkiej, Pokoju Marmurowym i dawnej sali audiencjonalnej (zniszczone w czasie II wojny światowej – zrekonstruowane na podstawie szkiców oraz zdjęć), podobnie jak i dawny plafon w Sali Salomona w pałacu Na Wyspie w Łazienkach. Trzy szkice malarskie wykonane do Sali Salomona zaginęły w czasie okupacji niemieckiej. W styczniu 2013 policji udało się odzyskać dwa z nich (Ofiarę Salomona i Poświęcenie Świątyni).

### Dzieła

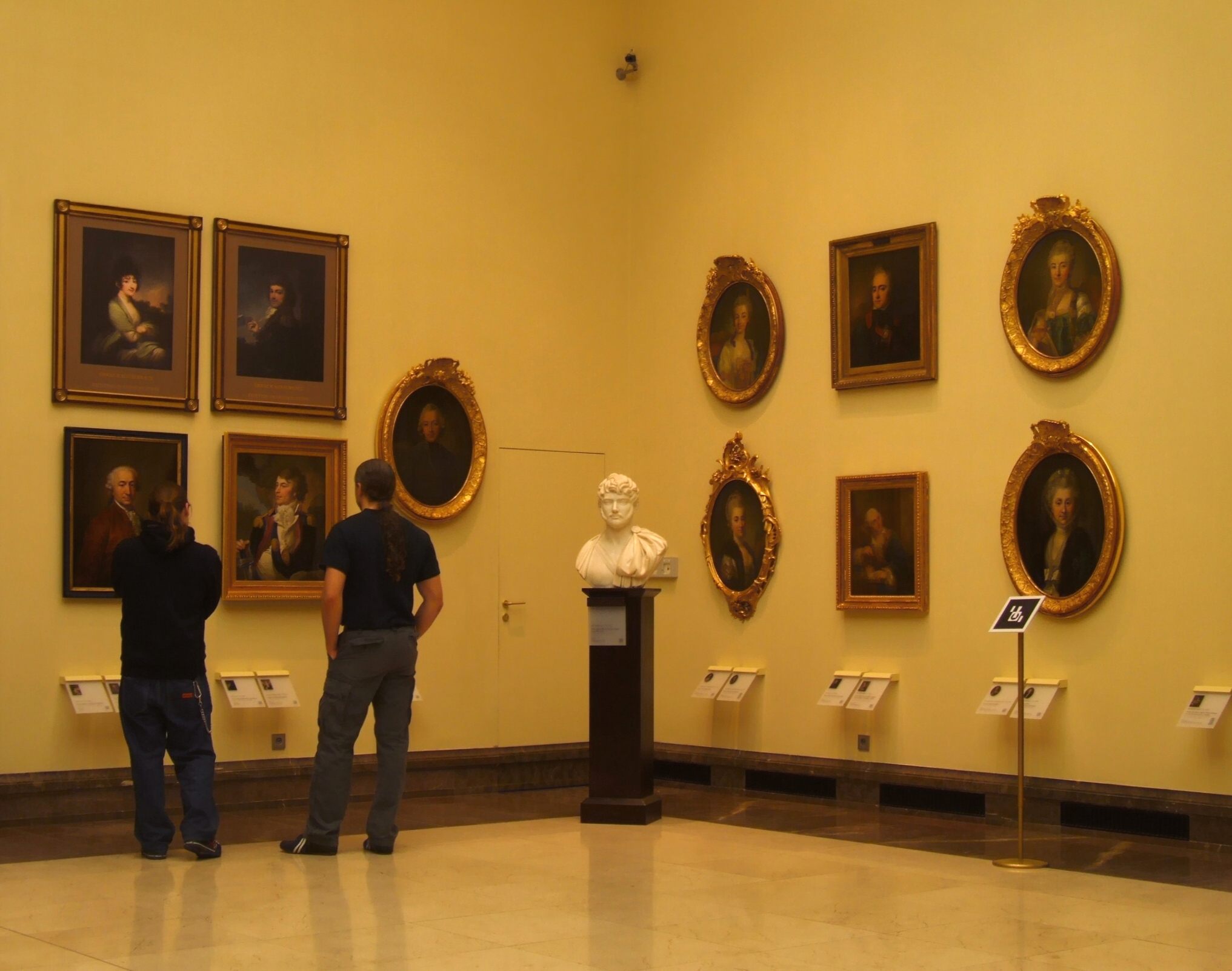
Galeria Sztuki Polskiej XIX wieku w Sukiennicach – sala Bacciarellego

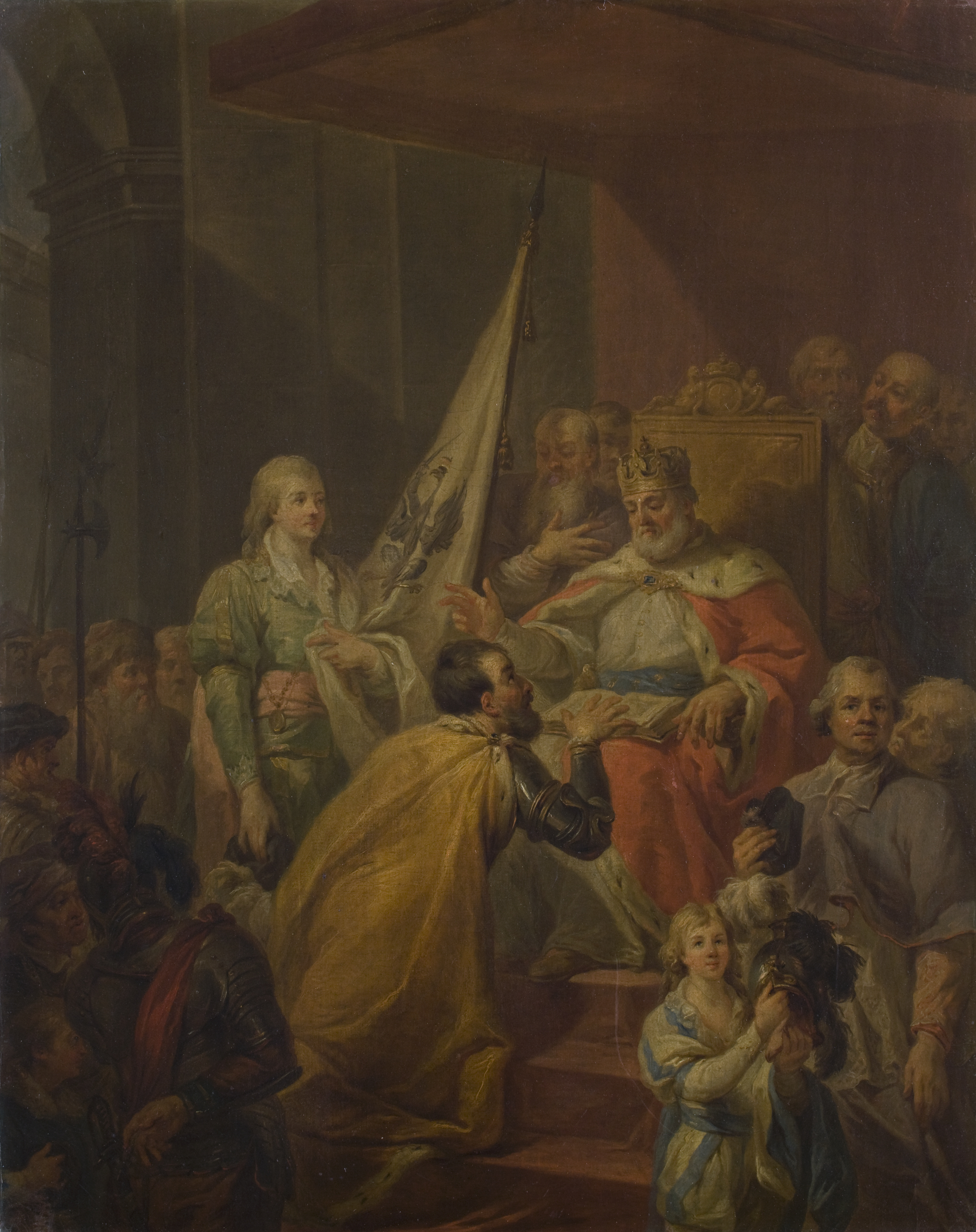
Hołd pruski, 1796, Muzeum Narodowe w Krakowie

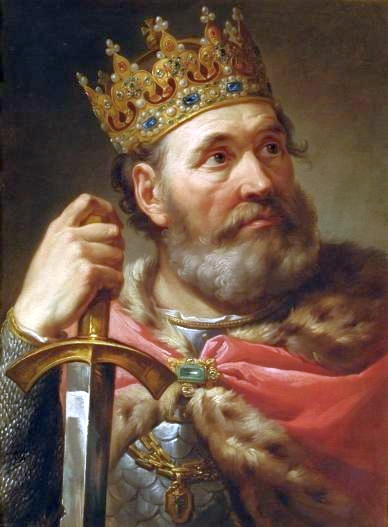
Bolesław Chrobry, 1768–1771 z pocztu Bacciarellego, Zamek Królewski w Warszawie

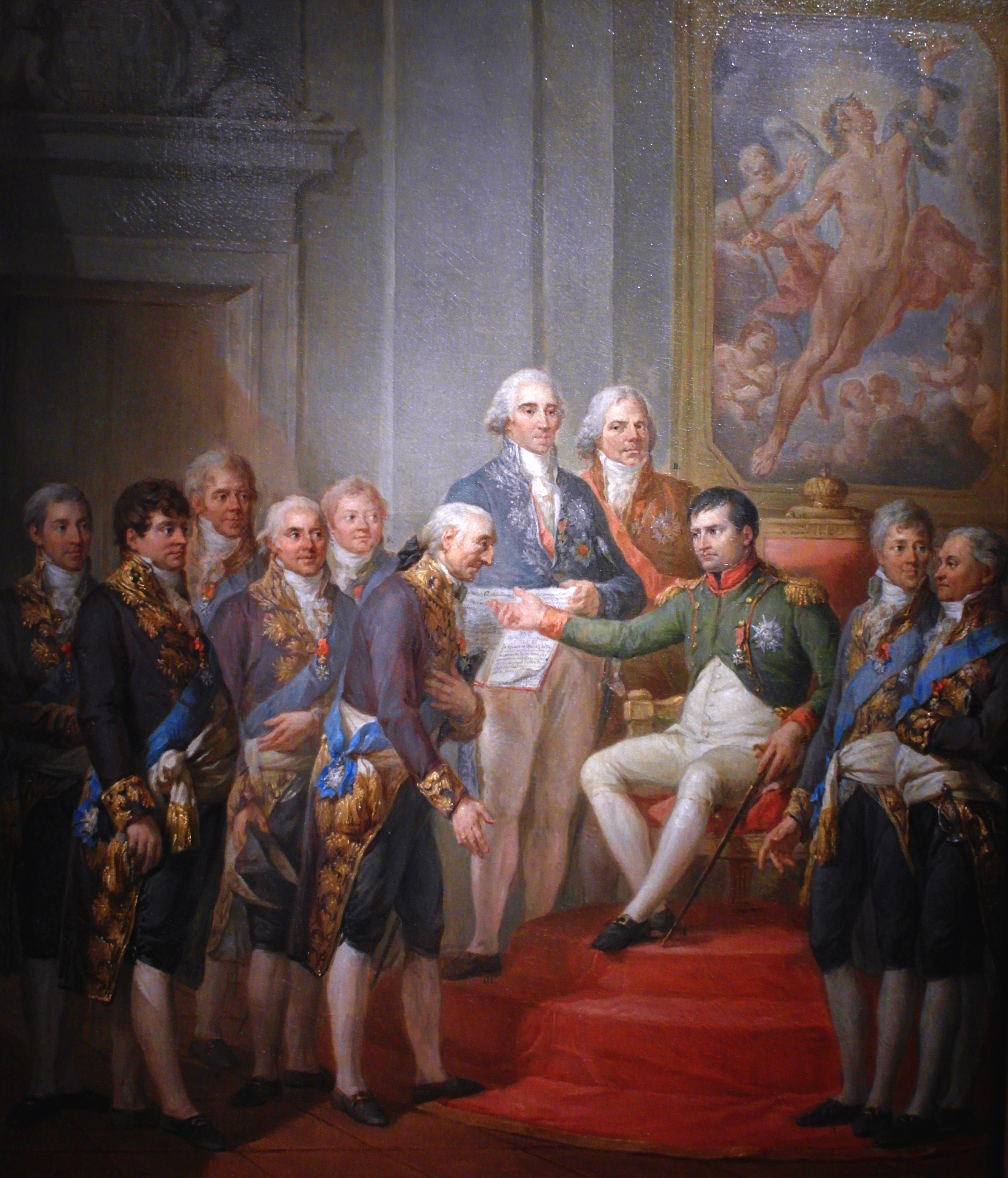
Nadanie Konstytucji Księstwu Warszawskiemu przez Napoleona, 1811, Muzeum Narodowe w Warszawie

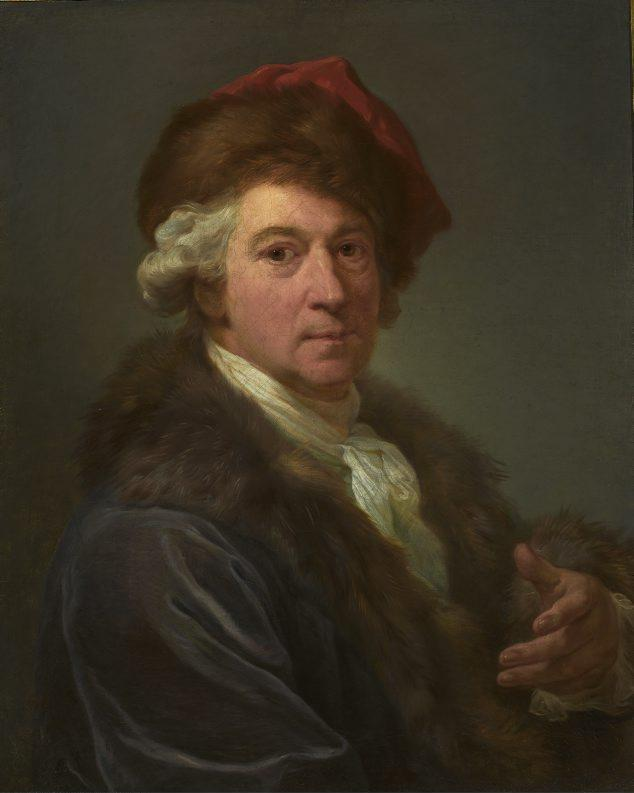
Autoportret w stroju polskim, (1790), Muzeum Narodowe w Warszawie

Bacciarelli namalował w sumie 203 obrazy historyczne lub portrety Natomiast Edward Rastawiecki w 1850 w swoim Słowniku malarzów polskich napisał informację podaną przez syna Bacciarellego, że ojciec namalował 250 obrazów . Jego dzieła znajdują się w wielu muzeach oraz zabytkowych obiektach, m.in. w Zamku Królewskim w Warszawie, Zamku Ujazdowskim, Łazienkach Królewskich w Warszawie, Muzeum Narodowym w Warszawie, Muzeum Narodowym we Wrocławiu, Muzeum Diecezjalnym w Przemyślu, Muzeum Krajoznawczym w Białej Cerkwi na Ukrainie. Sala Bacciarellego znajduje się także w Galerii Sztuki Polskiej XIX wieku w Sukiennicach w Krakowie. Bacciarelli namalował m.in.:
I. 6-częściowy cykl historyczny znajdujący się w Sali Rycerskiej Zamku królewskiego w Warszawie :
- Kazimierz Wielki przyjmujący prośby włościan[5],
- Władysław Jagiełło ustanawiający Akademię Krakowską[5],
- Nadanie Prus w lenność Albertowi I przez Zygmunta I[5],
- Połączenie Polski z Litwą na sejmie lubelskim 1569[5],
- Traktat Chocimski[11] ,
- Oswobodzenie Wiednia przez Jana Sobieskiego[11] ,

II. 10-częściowy cykl alegoryczny znajdujący się w pałacu łazienkowskim poświęcony biblijnej historii Króla Salomona :
- Sen Salomona,
- Poświęcenie kościoła Jerozolimskiego przez Salomona,
- Salomon czyniący ofiary fałszywym bogom,
- Sąd Salomona,
- Królowa Saba,
- Salomon z królem Hieram,
- Sprawiedliwość,
- Mądrość,
- Łagodność,
- Siła.

III. Poczet królów polskich – 23 obrazy znajdujące się obecnie w Sali Marmurowej w Zamku Królewskim w Warszawie :
- Bolesław Chrobry,
- Wacław Czeski,
- Władysław Łokietek,
- Kazimierz Wielki,
- Ludwik Węgierski,
- Jadwiga,
- Władysław Jagiełło,
- Władysław Warneńczyk,
- Kazimierz Jagiellończyk,
- Jan Olbracht,
- Aleksander,
- Zygmunt I,
- Zygmunt II August,
- Henryk Walezjusz,
- Stefan Batory,
- Zygmunt III,
- Władysław IV,
- Jan Kazimierz,
- Michał Wiśniowiecki,
- Jan III,
- August II,
- August III,
- Stanisław August.

IV. Inne obrazy historyczne oraz portrety postaci z historii Polski :
- Posłuchanie młynarza u króla,
- Śmierć Stanisława Augusta  (1798),
- Nadanie Konstytucji Księstwu Warszawskiemu przez Napoleona, (1811),
- Jan Tarnowski,
- Roman Sanguszko,
- Jan Karol Chodkiewicz
- Mikołaj Kopernik,
- Stanisław Hozjusz,
- Rewera Potocki,
- Krzysztof Radziwiłł,
- Andrzej Olszowski,

V. Portrety współczesnych :
- Portret Stanisława Augusta w stroju koronacyjnym (1768–1771),
- Autoportret w stroju polskim, (1790),
- Książę Andrzej Poniatowski – brat króla,
- Pani Wincentowa Tyszkiewiczowa,
- Książę Adam Czartoryski,
- August II,
- Księżna Sapieżyna z Lubomirskich,
- Portret Izabelli Branickiej.

VI. Obrazy religijne
- Śmierć św. Józefa (Archikatedra prymasowska w Gnieźnie)[23]

## Upamiętnienie

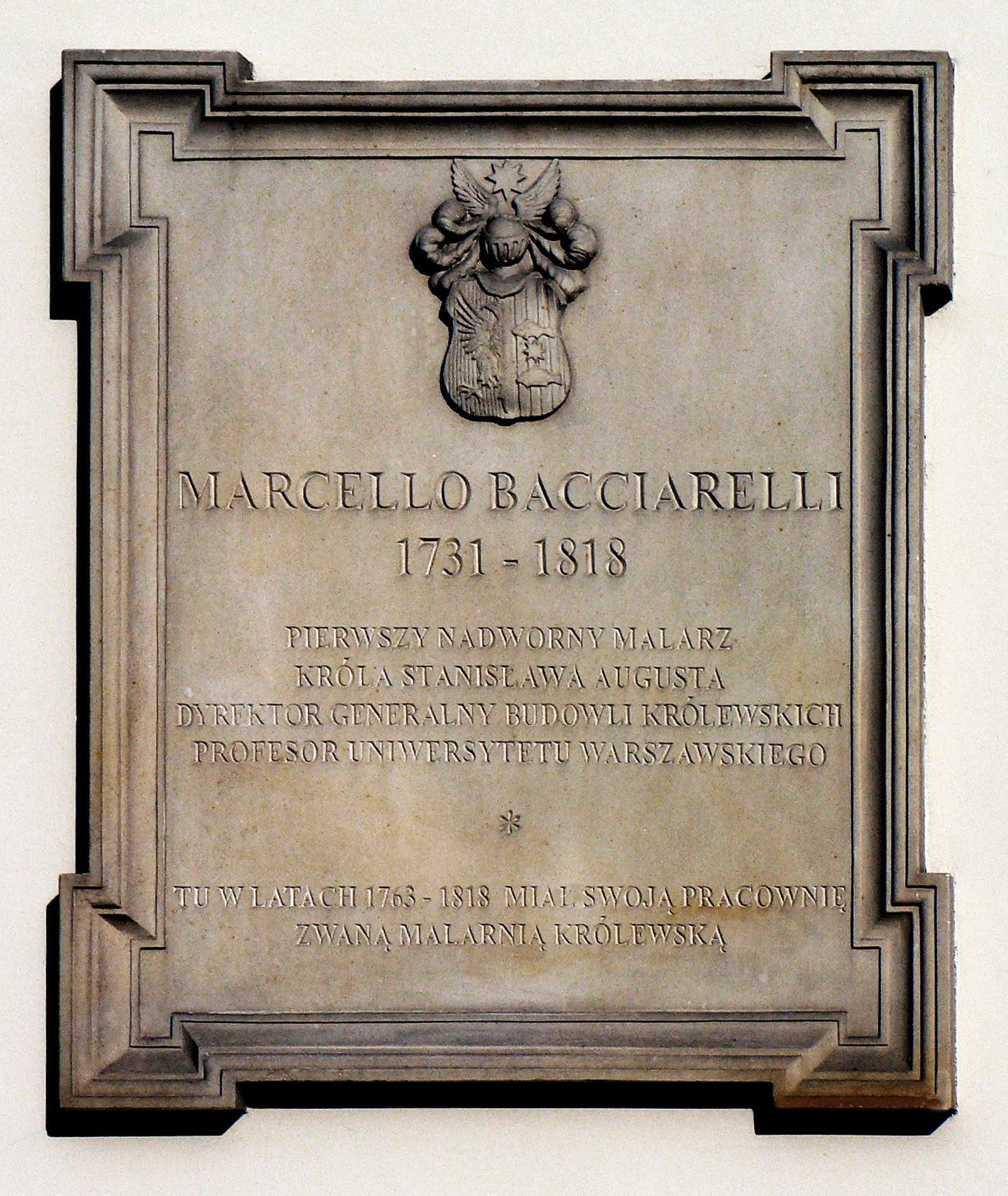
Tablica upamiętniająca Bacciarellego przy placu Zamkowym w Warszawie

- W 1938 jego imieniem nazwano ulicę w śródmieściu Warszawy[24].
- Tablica pamiątkowa odsłonięta w 1998 przy placu Zamkowym w Warszawie 6 (na fasadzie dawnej Malarni Królewskiej)[25].
- Tablica Marcella Bacciarellego w katedrze św. Jana w Warszawie.
- Jan Czesław Moniuszko (1853–1908) poświęcił Bacciarellemu obraz W pracowni Bacciarellego z 1907 roku.

### Film
- „Mistrz Bacciarelli – Włoch, Warszawiak, Europejczyk” – polski reportaż z 2018 roku nakręcony przez TVP Kultura na 200-lecie śmierci.

## Galeria

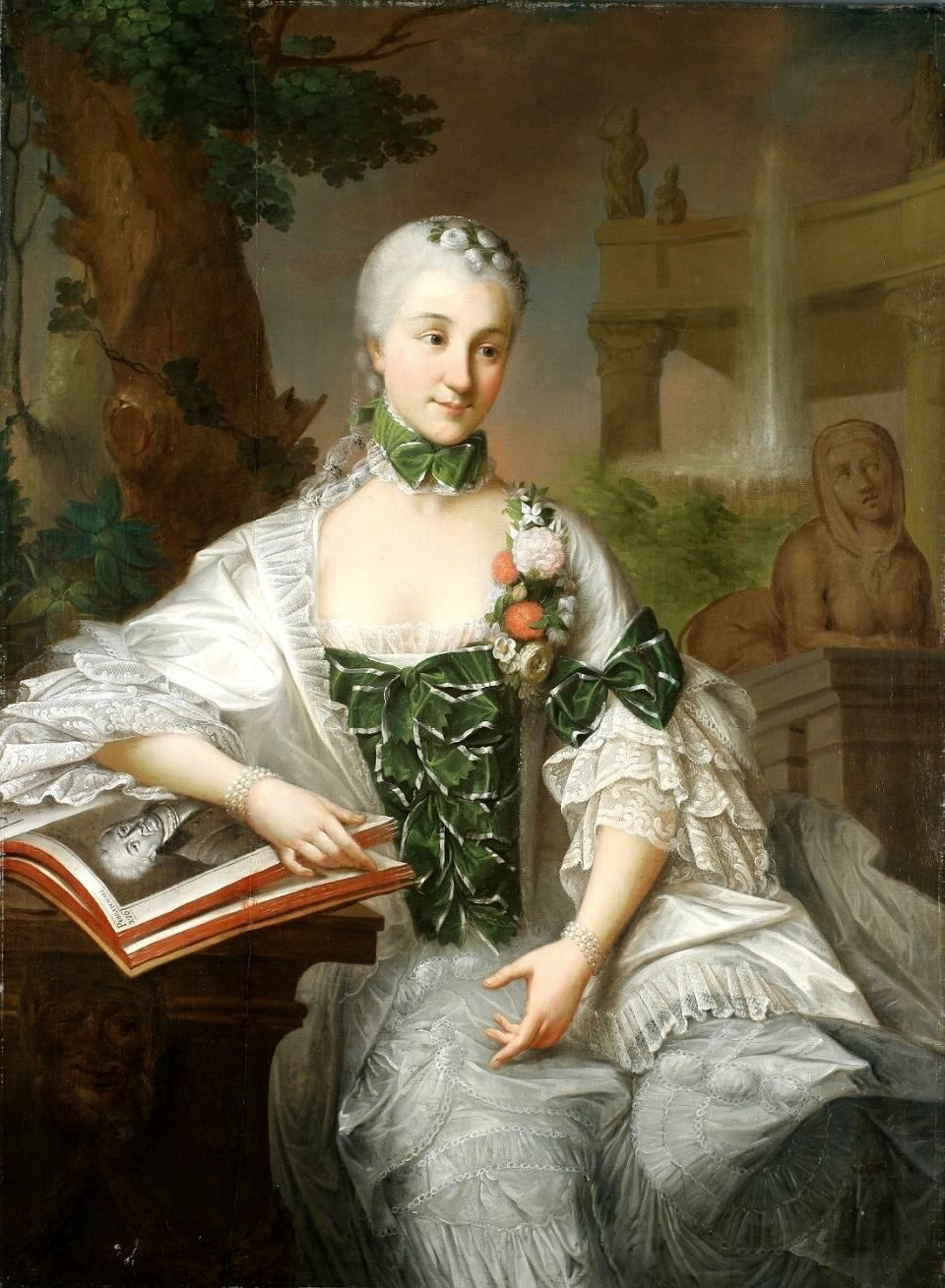
Portret Izabeli Branickiej, około 1757, Muzeum Narodowe we Wrocławiu
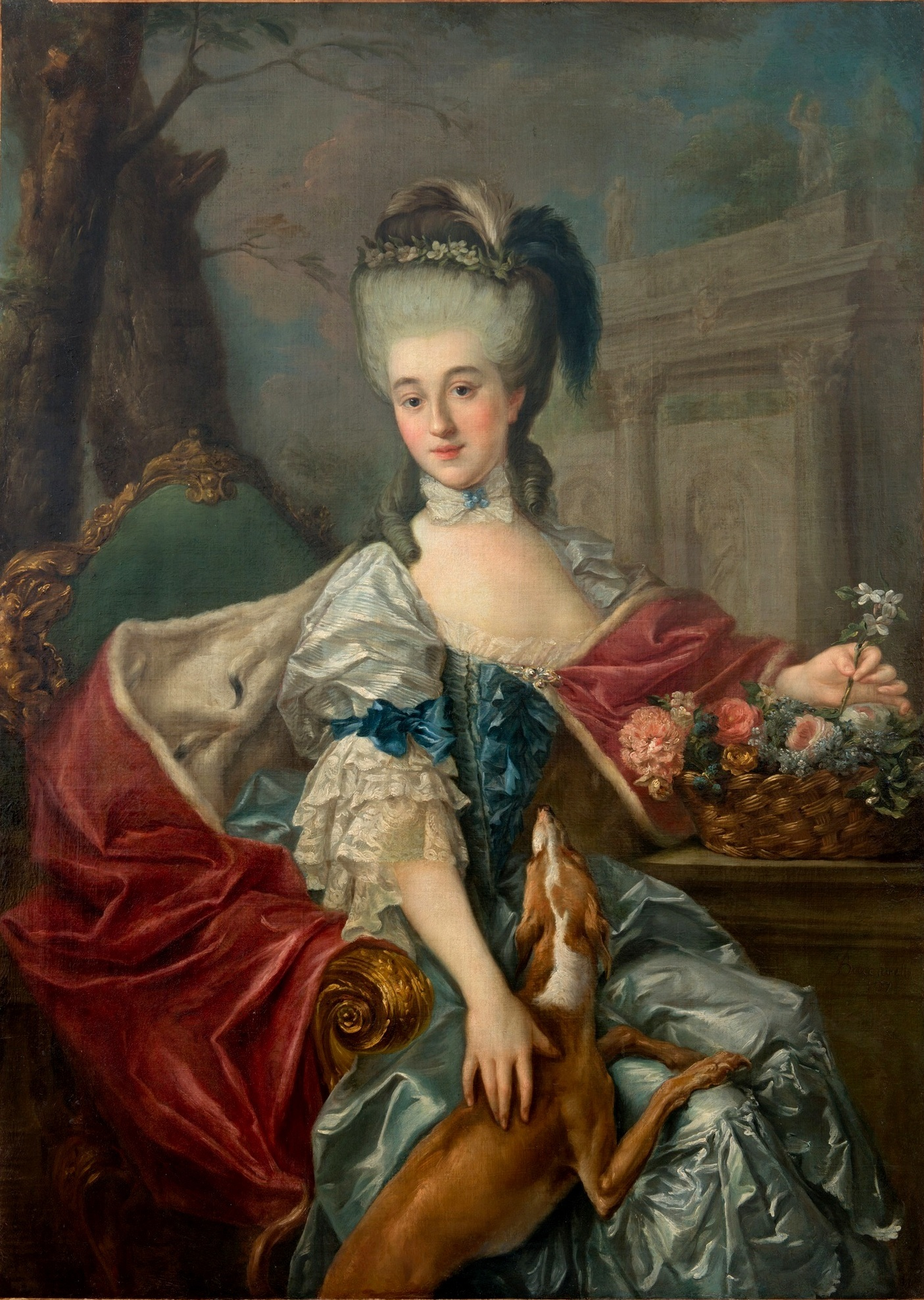
Portret „Błękitnej markizy”, 1757, Muzeum Pałacu Króla Jana III w Wilanowie
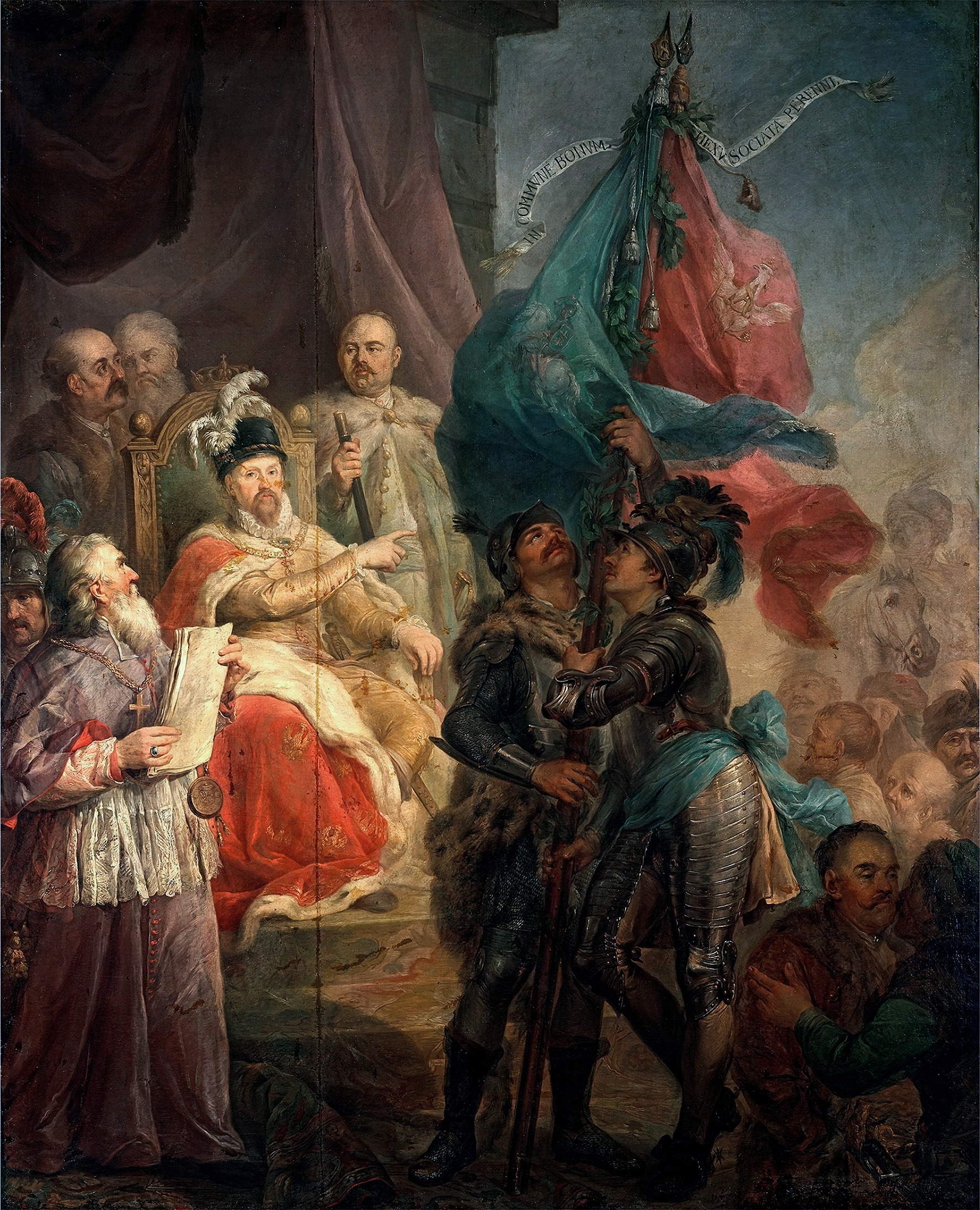
Unia Lubelska, 1785–1786, Zamek Królewski w Warszawie
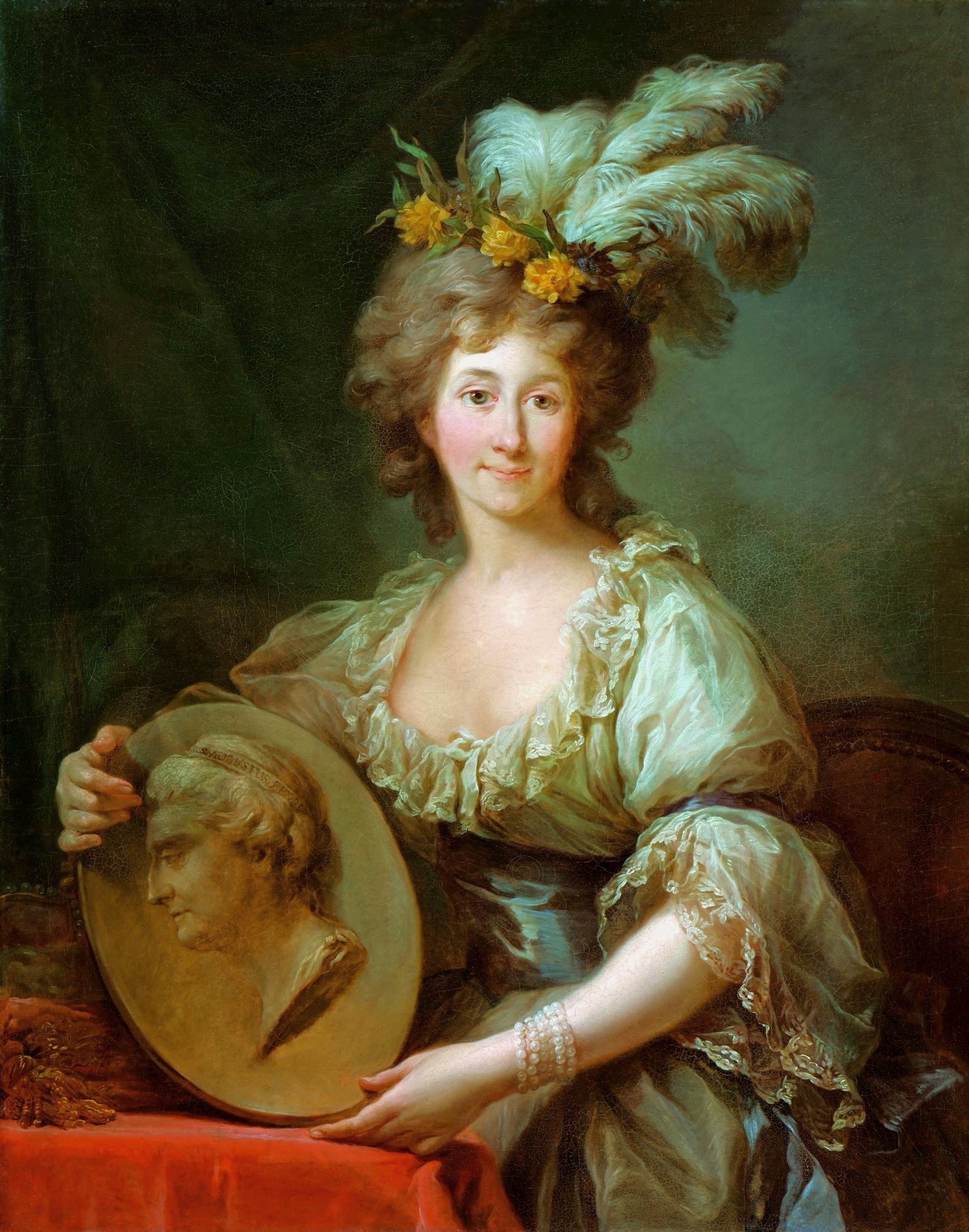
Portret Anny Dorothei von Medem Biron, 1790/91, Pałac Na Wyspie
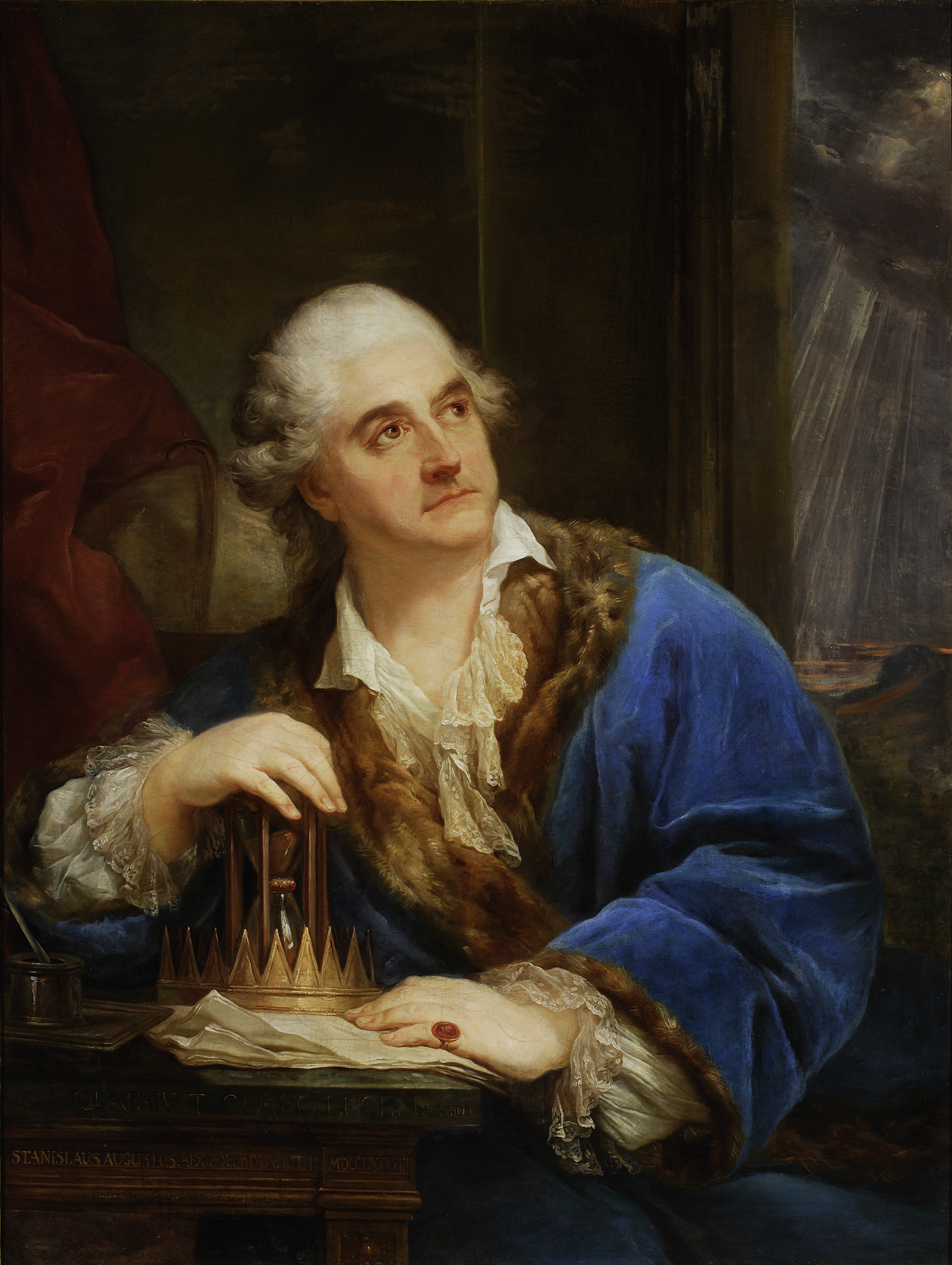
Portret Stanisława Augusta z klepsydrą, 1793, Muzeum Narodowe w Warszawie